# Лекапитен, Жак
Жак Лекапитен (фр. Jacques Lecapitaine; 1765—1815) — французский военный деятель, бригадный генерал (1814 год), барон (1815 год), участник революционных и наполеоновских войн.

## Биография
Был седьмым ребёнком Жака Лекапитена и Мишлен Пулен. Его отец был ремесленником. В десять лет стал алтарником у местного приходского священника, который обучил Жака французскому языку, истории и зачаткам латыни.
31 мая 1784 года начал службу солдатом в Нёйстрийском пехотном полку. В 1788 году стал капралом. 14 октября 1790 года покинул полк. 28 декабря 1790 года вступил в 14-й батальон лёгкой пехоты, который он оставил 6 февраля 1792 года, чтобы перейти в пехоту Конституционной гвардии короля.
22 октября 1793 года отличился у Лайбаха, где будучи отрезанным от своей дивизии с отрядом в 300 человек, сражался в течение трёх дней с численно превосходящим противником, и сумел присоединиться к основной армии, где получил поздравления от генерала Гоша.
21 декабря 1800 года отличился при захвате четырёх вражеских орудий у Боргетто. 19 января 1801 года был ранен в горло у Ровередо.
11 июля 1806 года перешёл на службу Неаполитанского королевства, и возглавил гренадер королевской гвардии. 21 декабря 1806 года был ранен пулей в правую ногу у Амантеи в Калабрии. В 1808 году вместе с Жозефом Бонапартом отправился в Испанию. В 1810 году произведён в бригадные генералы и стал адъютантом короля Жозефа. Ранен саблей в правое бедро 3 января 1811 года у Аньовер-де-Тахо, и шрапнелью 21 июня 1813 года в битве при Витории. Покинул Мадрид 7 февраля 1814 года, через несколько месяцев после ухода Жозефа. Вернувшись во Францию, возглавил бригаду в 8-й пехотной дивизии Молодой гвардии. Сражался при Краоне. 14 марта получил под своё начало 1-ю бригаду 1-й пехотной дивизии Молодой гвардии.
31 марта 1815 года, во время «Ста дней», назначен командиром 1-й бригады 13-й пехотной дивизии 4-го армейского корпуса. Убит выстрелом в упор битве при Линьи 16 июня 1815 года. Его тело так и не было найдено. Вероятно, он был лишён своего мундира и похоронен со своими солдатами в братской могиле, местонахождение которой до сих пор неизвестно.

## Титулы
- Барон Лекапитен и Империи (фр. baron Lecapitaine et de l'Empire; декрет от 17 марта 1814 года, патент подтверждён 17 апреля 1815 года)[1].

## Воинские звания
- Младший лейтенант (3 сентября 1792 года);
- Лейтенант (13 сентября 1792 года);
- Капитан (1 февраля 1793 года);
- Командир батальона (11 мая 1800 года);
- Полковник Неаполитанской службы (11 июля 1806 года);
- Бригадный генерал Испанской службы (1810 год);
- Полковник (23 января 1814 года);
- Бригадный генерал (17 февраля 1814 года).

## Награды
Легионер ордена Почётного легиона (24 сентября 1803 года)
 Офицер ордена Почётного легиона (14 июня 1804 года)
 Кавалер военного ордена Святого Людовика (29 июля 1814 года)
- Почётная сабля (13 сентября 1802 года)